# Monsieur Lézard
 (juin 2016).
Si vous disposez d'ouvrages ou d'articles de référence ou si vous connaissez des sites web de qualité traitant du thème abordé ici, merci de compléter l'article en donnant les références utiles à sa vérifiabilité et en les liant à la section « Notes et références ».
Monsieur Lézard aka Tacot loco né le 15 novembre 1969  a Sarlat en Dordogne, en France, est un chanteur de dancehall reggae français. Auteur de chansons à texte, il commence sa carrière vers 1990, en région parisienne à Montreuil. 

## Biographie
C’est en 1989 que Monsieur Lézard fait ses premiers pas dans le Reggae, à Montreuil sous Bois (93) aux côtés de Azrock, Polino (StandTall), Tonton David, DJ KZA, Sai Sai & Daddy nuttea. 
De 1990 à 1993, il intègre le KNS sound system (Puppa Leslie, Bunny Dread, Little Dany devenu El Dan) avec qui il écume la France.
En 1993, il rejoint le Ghetto Youth Progress (Rude Lion, Meelaz, Express D) avec qui il tourne et enregistre deux titres sur la compilation « Ghetto Youth Progress». Il ne connaîtra qu’un succès d’estime avec le titre « L’unification », qui lui vaut d’être en playlist sur Radio Nova.
Il rencontre Charles Aznavour, qui deviendra l’éditeur de l’album « Dans ce monde » paru chez SLR / Média 7 en 1996. Une mésentente entre la production et la distribution mettra tristement fin à sa commercialisation deux mois seulement après sa sortie.
Monsieur Lézard quitte alors Paris. 
Il revient sur le devant de la scène underground en 2001, avec le titre « Si la musique est un crime », paru sur le label Belleville Hill International, qui deviendra un classique du sound system.
Dès lors, Monsieur Lézard ne cesse de faire parler de lui. En France, en Espagne, en Belgique et en Suisse mais aussi au Canada ou au Chili.
2004, Monsieur Lézard enregistre un titre solo et une combinaison avec l’artiste HERMANO L sur la compilation reggae « Bien Sobre Mal », une production de 3 riddims espagnols regroupant des artistes espagnols et jamaïcains (Capleton,
Turbulence, Hermano L et Morodo pour les plus célèbres).
Il pose également sa griffe sur le breakbeat « El camion » (compilation breakbeat
proposée par le graffeur Toulousain CEET), en imposant un riddim tout aussi
virulent que le texte qu’il interprète dessus.
Durant cette même année 2004, Monsieur Lézard auto-produit et réalise son second
album, « Saltimbanque« . À l’exception de 3 titres, dont les musiques sont composées par des proches collaborateurs, paroles et musiques portent la marque de fabrique « Monsieur Lézard ».
2005, Monsieur Lézard part sur les routes de France, d’Espagne et de Suisse pour faire la promotion de son album. Il rencontre le groupe suisse Akamassa et enregistre 2 titres avec eux, que l’on retrouve sur le deuxième album d’Akamassa « Tout est lié »,
À la rentrée 2005 un deuxième titre sort en 45 tours «mon pays est malade » sur le label Belleville Hill International. Sa tournée est un succès sans précédent, de nombreuses personnalités se montreront élogieuses quant à sa prestation, notamment l'attaquant vedette du FC Valenciennes, Steve Savidan, qui ira même jusqu'à le comparer à Bob Marley.
Monsieur Lézard s’engage sur www.reggae-vibes.fr et anime l’émission de radio « French Connection » tous les lundis de 21h00 à 23 h00.
Monsieur Lézard revient en force dans les clash de sound system avec des nominatifs incisifs et percutants et sera l’artiste numéro un de l’Urban Trophy 2005 (championnat opposant des sounds systems).
2006, durant cette année Monsieur Lézard sera très productif aussi bien sur scène (tournée en juillet en Espagne avec le backing band Ranking Soldier et en Suisse pendant le mois d’août avec le groupe Akamassa) que en studio.
Monsieur Lézard est contacté par différents producteurs pour apparaître sur des compilations et séries de 45 t.
Il fera une combinaison sur la série Black Marianne avec Little Francky « Un seul dieu » produit par Elohim production, il participera aussi sur la série Born free de Mister ink avec le titre « Zion » et rentrée 2006 sortie en 45 t de la combinaison Monsieur Lézard & Showsky Family produite par StandTall et distribuée par Patate Records.
Sortie du single, puis l’album de Yuma « La vida es trankil », sur lequel Monsieur Lézard et Mad Max Crazy participent sur le titre « Mucha Hypocresia »,
Sortie de la compilation « Toulouse or not Toulouse2 » avec le titre « Le pouvoir » produit par Mom’s.
Sortie de la compilation « Sarko fi dead » avec le titre « SDF ».
Sortie de la compilation « Frenchy ragga dancehall » avec le titre « Menteurs » featuring la Showsky Family, distribué par Warner.
Après une année pleine d’activitée, Monsieur Lézard rencontre l’éditeur Fair Play et décident ensemble de travailler sur la réédition de l’album « Saltimbanque ». Cet album sera remanié avec de nombreuses chansons en plus, tandis que certaines disparaîtront, ce qui permettra finalement d’avoir un album vraiment abouti.
2007, réédition de l’album « Saltimbanque«, comprenant 20 titres, dont 5 repris du 1er opus, incluant toutes les participations des artistes précédemment cités. S’ensuit une tournée à travers de nombreuses capitales d’Europe, avec son comparse Puppa Alex, du Mighty Earth Sound System, pendant 3 ans…Le projet est mis en avant et relayé par tous les médias spécialisés, presse, radios et internet, et permet à Monsieur Lézard de consolider sa notoriété.
2010, sortie de l’album « Loin des strass et des paillettes«, entièrement réalisé et joué par les musiciens affiliés à Ouragan Production, mais à l’heure ou la crise économique s’installe, il devient difficile de faire exister une formation de 6 personnes, et le projet en subira les conséquences… Ainsi que la démission de l’artiste durant deux ans, préférant se consacrer à sa famille…
Monsieur Lézard participera tout de même au projet de compilation de son ami et mécène, Christophe (DIscover Records), »Notre expédition« ,avec le titre « Le sourire d’un enfant«, et en profitera pour donner l’opportunité à nombreux des collègues artistes qu’il apprécie, d’y participer.
2012, Monsieur Lézard profite de son voyage de noces pour rejoindre son ami Michaël John,  Manager Artists (PrestigeUNLTD) et ingénieur informaticien (MJ CréativeSolutions) à la Réunion, et se rend à Maurice, ou il rencontre Négro Pou La Vi, les stars de l’ile depuis plus de 15 ans, avec qui il fait une apparition sur leur album, avec le morceau Mr Traffiker, qui dénonce l’esclavage moderne et la traite des femmes..
2013, outre sa participation au projet Generation H, qui regroupe la crème des artistes Reggae francophone, en bonus du livre du même nom, d‘Alexandre Grondeau, il rencontre l’équipe Acoustic Soul Lions, composée de Sanka (guitare/chant) et de Jahvie (percu/chant), qui apporte la fraîcheur nécessaire à la remotivation de Monsieur Lezard.
C’est avec cette nouvelle formule que Monsieur Lézard revient sur le devant de la scène, avec un single/clip intitulé « Saisons », sorti le 1er jour de l’automne, puis « Geek », le 1er jour de l'hiver 2013.
Au fil du temps.. sorti le 21 mars 2014 est le nouvel album acoustique de Monsieur Lézard.